# Maxim Levy
Maxim Levy (hebrejsky: מקסים לוי, Maksim Levi) byl izraelský politik a poslanec Knesetu za Jeden Izrael.

## Biografie
Narodil se 11. února 1950 ve městě Rabat v Maroku. V roce 1957 přesídlil do Izraele. Sloužil v izraelské armádě, kde působil u hraniční policie. Pracoval jako letecký technik. Hovořil hebrejsky a francouzsky.
Jeho bratrem byl izraelský politik David Levy. V politice působí i jeho synovec Jackie Levy a neteř Orly Levy.

## Politická dráha
V roce 1973 byl členem ústředního výboru strany Cherut, v letech 1978–1983 působil coby předseda Celostátní zaměstnanecké rady pracovníků v leteckém průmyslu. V letech 1982–1983 zastával post místostarosty města Lod a v letech 1983–1996 pak byl starostou tohoto města.
V izraelském parlamentu zasedl poprvé po volbách v roce 1996, kdy kandidoval za koalici Likud-Gešer-Comet. Působil v parlamentním výboru práce a sociálních věcí, výboru House Committee a výboru pro zahraniční dělníky. Ve volbách v roce 1999, mandát obhájil, tentokrát ale za střechovou organizaci Jeden Izrael, do které se v té době sloučilo několik politických subjektů včetně jeho domovské strany Gešer. V průběhu následného volebního období se tato aliance rozpadla a strana Gešer se v Knesetu osamostatnila. Levy působil v parlamentním výboru petičním, výboru státní kontroly, výboru práce, sociálních věcí a zdravotnictví, výboru House Committee a výboru záležitostí vnitra a životního prostředí. Byl také místopředsedou Knesetu.
Mandátu se vzdal během volebního období v červnu 2002. Nahradil ho Jehuda Gil'ad. Maxim Levy zemřel několik měsíců poté v říjnu 2002 na selhání srdce.